# Madame de Genlis
Madame de Genlis, cuyo nombre completo fue Stéphanie Félicité du Crest, condesa de Genlis y conocida también como Madame Brûlart (25 de enero de 1746-31 de diciembre de 1830), fue una escritora francesa.

## Biografía
Madame de Genlis nació en una familia noble pero empobrecida de Bourgogne, en Champcéry, cerca de Autun. Cuando tenía seis años de edad fue recibida como canóniga en la sección noble de Alix situada cerca de Lyon, con el título de Madame la Comtesse de Lancy, tomado de la ciudad de Bourbon-Lancy. Su educación completa, sin embargo, se llevó a cabo en su hogar. En 1758, en París, su talento con el arpa y su ingenio vivaz atrajeron rápidamente la admiración. A los dieciséis años de edad contrajo matrimonio con Charles Alexis Brûlart, conde de Genlis, un coronel de granaderos, quien poco después pasó a ser marqués de Sillery y de Genlis, aunque esto no le permitió interferir en su determinación de remediar su educación incompleta, ni satisfacer su gusto de adquirir y transmitir conocimientos. 
Pocos años después, bajo la influencia de su tía, Charlotte-Jeanne Béraud de la Haye de Riou, marquesa de Montesson, quien había contraído matrimonio de forma clandestina con Luis Felipe I de Orleans, entró en el Palais Royal como cortesana de Luisa María Adelaida de Borbón-Penthièvre, duquesa de Chartres  y esposa de Luis Felipe II, duque de Chartres. Actuó con verdadera energía y celo como institutriz de las hijas de la familia, y en 1781 el duque de Chartres decidió que también fuese la responsable de la educación de sus hijos varones, un paso que condujo al despido de todos los demás tutores y causó un gran escándalo social.
Para establecer sus teorías educativas, escribió varios libros especificando su uso, siendo el más conocido de ellos Théâtre d'éducation (4 vols., 1779-1780), una colección de comedias cortas para jóvenes, Les Annales de la vertu (2 vols., 1781) y Adèle et Théodore (3 vols., 1782). Charles Augustin Sainte-Beuve ha declarado que anticipó varios métodos modernos de enseñanza. Impartía clases de historia con la ayuda de diapositivas y sus alumnos aprendían botánica de un botánico que les describía los paisajes durante sus caminatas. 
En 1789 Madame de Genlis apoyó la Revolución francesa, pero la caída de los girondinos en 1793 la obligó a refugiarse en Suiza junto con su alumna Mademoiselle d'Orléans. En el mismo año su esposo, el marqués de Sillery, de quien estaba separada desde 1782, fue guillotinado. Una hija "adoptada" (en realidad, biológica), Stephanie Caroline Anne Syms, llamada Pamela, se había casado con Lord Edward FitzGerald en Tournai el anterior 27 de diciembre. En 1794 Madame de Genlis fijó como su lugar de residencia a Berlín, pero, luego de ser expulsada bajo las órdenes de Federico Guillermo II de Prusia, se estableció en Hamburgo, en donde se mantuvo escribiendo y pintando. Luego de la revolución de Brumaire se le permitió regresar a Francia, y fue bien recibida por Napoleón Bonaparte, quien le ofreció alojamiento y más tarde le asignó una pensión de seis mil francos. 
Durante este período se dedicó a escribir, y produjo, además de algunas novelas históricas, su historia romántica más conocida, Mademoiselle de Clermont (1802). Madame de Genlis había perdido su influencia sobre su antiguo alumno Luis Felipe, quien la visitaba muy rara vez, aunque le permitía tener una pequeña pensión. Su pensión otorgada por el gobierno fue interrumpida por Luis XVIII por lo que volvió a mantenerse con sus libros.
Durante sus últimos años tuvo varias peleas por sus trabajos literarios, principalmente con la publicación de Diners du Baron d'Holbach (1822), un volumen en el cual describe las excentricidades, la intolerancia y el fanatismo de los filósofos del siglo XVIII con inteligencia sarcástica. Falleció el 31 de diciembre de 1830, y pudo ver a su antiguo alumno, Luis Felipe, como el rey de Francia. 

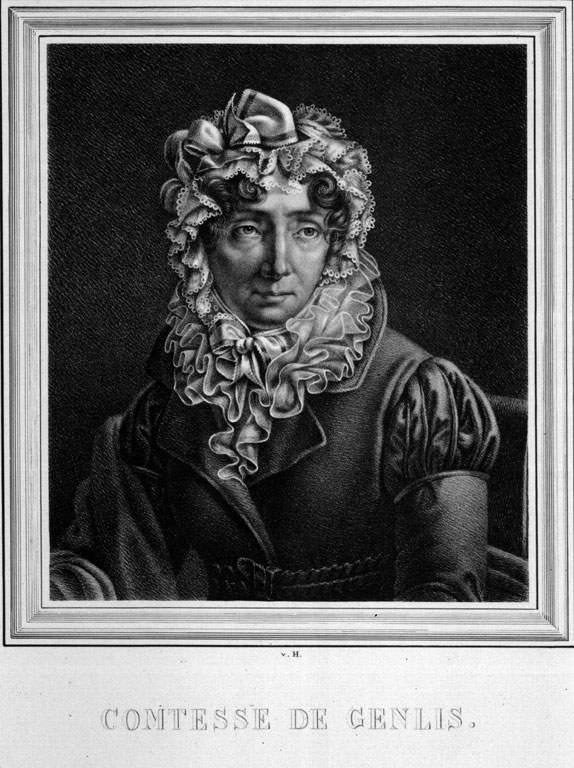
Mme. Genlis en edad avanzada.

Las numerosas obras de Madame de Genlis (las cuales fueron más de ochenta), comprendieron composiciones en prosa y en poesía en una amplia variedad de temáticas y distintos grados de mérito, obtenido en gran parte por su éxito y por las ventajas que supo aprovechar. Actualmente se utilizan como material histórico.

## En Gran Bretaña
Popularmente recordada por sus libros para niños, en Gran Bretaña, varios lectores que no solían leer sobre filosofía francesa en general, recibieron positivamente sus libros porque presentaban varios de los métodos de Jean-Jacques Rousseau mientras al mismo tiempo atacaban sus principios. Además, sus libros no promovían los dos conceptos más comúnmente relacionados con los franceses en la mentalidad inglesa: el libertinaje y el catolicismo. Al público británico también le gustaba sus innovadores métodos educativos, particularmente los libros que incluían moralejas. Según Magdi Wahba, otra razón que justifica la popularidad de Madame de Genlis es su personalidad. Los lectores británicos creían que era más moralista que la baronesa d'Almane en Adèle et Théodore cuando en efecto tenía tantos defectos como cualquier otra persona. Los británicos descubrieron que Madame de Genlis no era la representación de la moral cuando escapó de la Revolución francesa en 1791.